# Transaxle

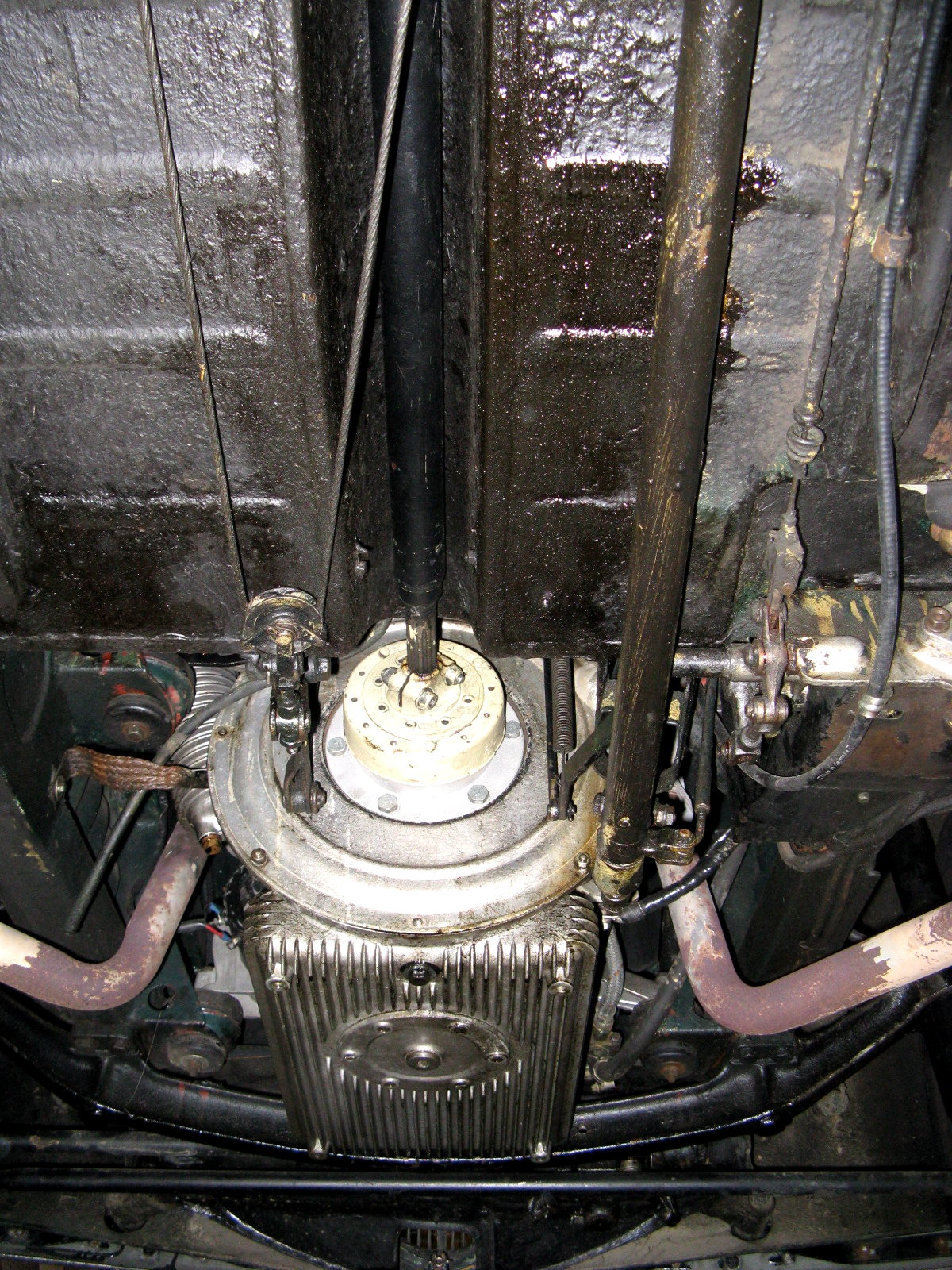
Motor vorn …

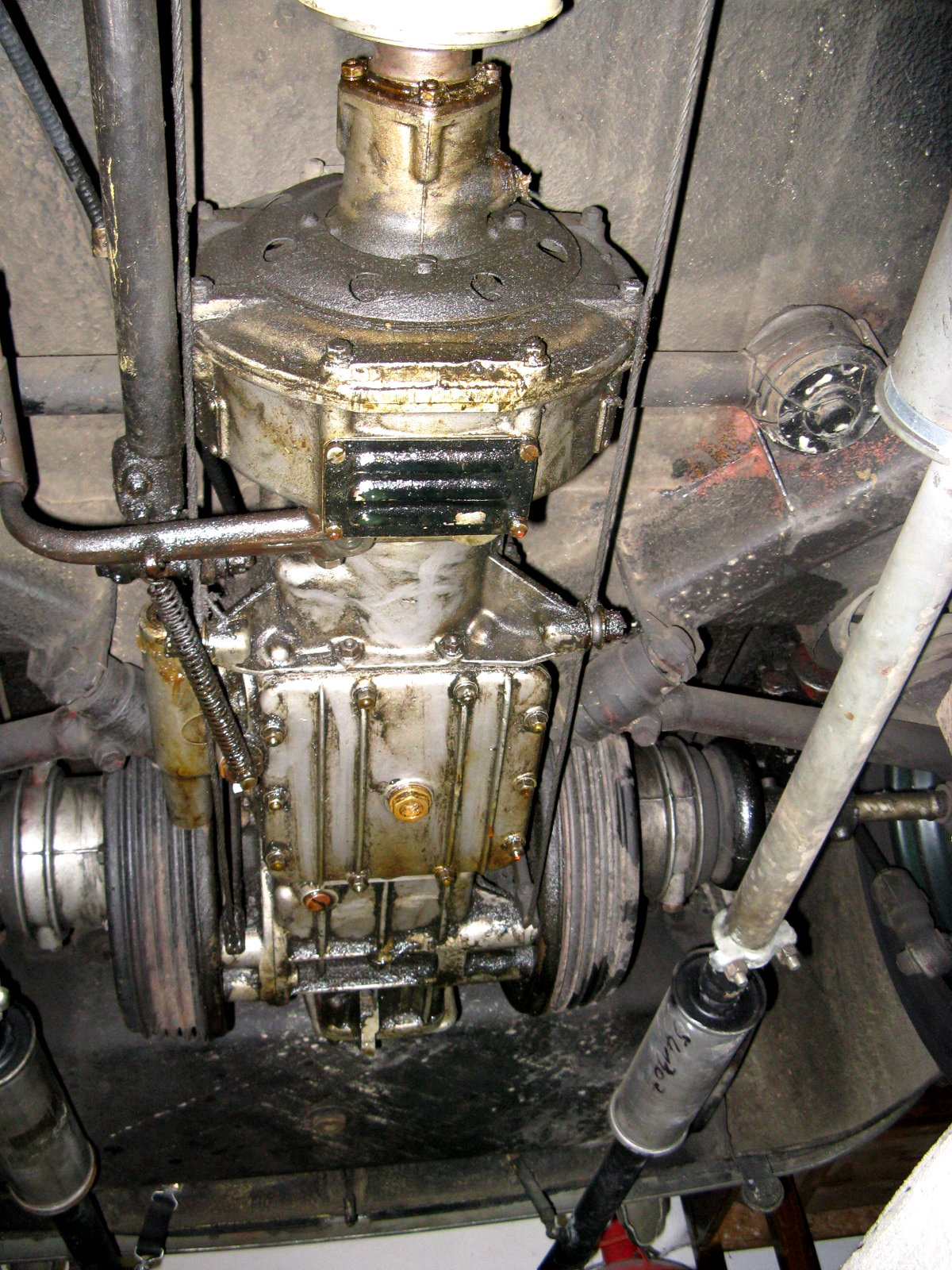
… und Getriebe hinten

Transaxle bezeichnet im Deutschen eine Antriebsbauform in Fahrzeugen, bei denen der Motor vorn, das Getriebe jedoch an der angetriebenen Hinterachse sitzt und mit dem Motor durch eine Welle, die Transaxlewelle, verbunden ist, die mit Motordrehzahl (und nicht mit Hinterradrehzahl) dreht. Getriebe, Differential und Achsantrieb sind in einem gemeinsamen Gehäuse untergebracht. Im amerikanischen Englisch steht der Begriff (aus englisch transmission = Getriebe und axle = Achse) für diese vereinigte Baugruppe, also auch bei Frontantriebs- oder Heckmotorfahrzeugen, bei denen sie direkt mit dem Motor verbunden ist.

## Eigenschaften
Anders als bei der verbreiteten Bauweise von Fahrzeugen mit Frontmotor und Hinterradantrieb, bei der Motor und Getriebe vorn sitzen (in der Regel als Blockmotor) und die Hinterachse über eine Kardanwelle antreiben, ist bei der Transaxle-Bauweise das Getriebe und meistens auch die Kupplung mit dem Hinterachsdifferential und dem Achsantrieb zu einer Einheit verblockt. Eine Antriebswelle zwischen Motor und Getriebe, die mit Motordrehzahl rotiert, überträgt das Antriebsmoment. Wenn Motor und Getriebe starr (typisch über ein Rohr) miteinander verbunden sind, braucht die Welle keine Gelenke zu haben, bei der Bauweise ohne Verbindungsrohr ist sie eine Gelenkwelle. In den meisten Fällen sitzt die Kupplung hinten am Getriebeeingang, dann belastet das Trägheitsmoment der Welle beim Schalten nicht die Synchronringe. Selten ist sie vorn am Motor angebracht, typisch bei Fahrzeugen mit stufenlosem Getriebe.
Das allradgetriebene Rallye-Fahrzeug Ford RS 200 mit Mittelmotor hatte das Getriebe am Vorderachsdifferential, also eine umgekehrte Transaxlekonstruktion.
Der Nissan GT-R ist eine weitere Ausnahme. Wie bei der Transaxle-Bauweise üblich befindet sich der Motor vorn und das Getriebe hinten. Jedoch führt eine zweite Antriebswelle vom Getriebe zur Vorderachse. So wurde hier ein Allradantrieb mit Transaxle kombiniert. Mowag nutzt dieses Prinzip ebenfalls im Geländefahrzeug Mowag Duro.
Beim 2011 erschienenen Ferrari FF ist der V12-Motor hinter der Vorderachse, ein 7-Gang-Doppelkupplungsgetriebe sitzt an der Hinterachse und auf dem zweiten Kurbelwellenausgang auf der Vorderseite des Motors sitzt ein Zweiganggetriebe, mit dem in den ersten beiden Vorwärtsgängen und im Rückwärtsgang ein Allradantrieb ohne Mitteldifferential realisiert wird (genannt „4RM“).

## Vor- und Nachteile

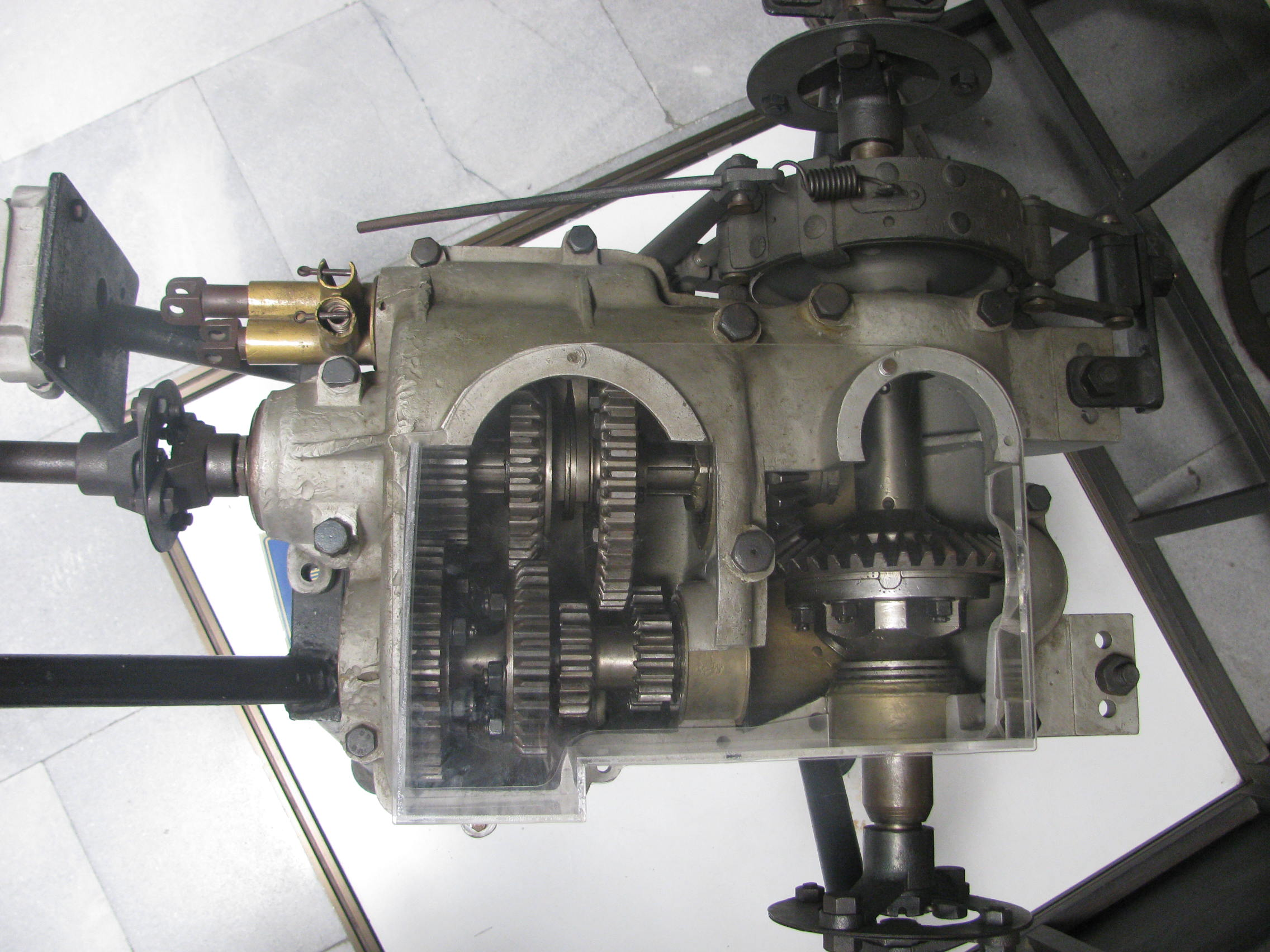
Aufgeschnittenes Transaxlegehäuse eines Csonka: links das Schaltgetriebe, rechts die Kegelräder des Achsantriebs

Wie bei der Mittelmotorbauweise versucht man beim Transaxle-Antrieb eine ausgewogene Gewichtsverteilung zu erreichen. Fahrzeuge mit Frontantrieb sind fast immer, solche mit Frontmotor und Hinterradantrieb meistens frontlastig, Wagen mit Heckmotor so gut wie immer hecklastig. Anders als ein Mittelmotor ist der Transaxle-Antrieb auch für Limousinen verwendbar, und das Fahrzeug hat ein höheres Trägheitsmoment um die Hochachse, was der Tendenz zum Schleudern entgegenwirkt. Die dadurch höhere Gewichtskraft an der Hinterachse der meist heckangetriebenen Sportfahrzeuge ermöglicht so auch größere Kraftübertragung an den Reifen, was zum Beispiel auch bei Fahrten im Schnee die Sicherheit erhöht. Die Trennung von Motor und Getriebe führt zudem dazu, dass das Getriebe nicht durch die Motorabwärme zusätzlich thermisch belastet wird. Die Transaxlewelle kann leichter gebaut werden, da sie nicht so hohe Drehmomente übertragen muss wie die Kardanwelle bei herkömmlichem Hinterradantrieb. Die Kupplung wird zumeist nicht am Motor, sondern direkt vor dem Getriebe angeordnet. Dies erleichtert die Synchronisierung im Getriebe, da die Transaxlewelle beim Schalten nicht beschleunigt oder abgebremst werden muss.
Ein weiterer Pluspunkt ist die erhöhte Sicherheit beim Frontalaufprall, da über die starre Transaxlewelle und die Aufhängung der Hinterachse auch Kräfte in den Heckbereich der Karosserie eingeleitet und abgebaut werden.
Zu den Nachteilen der Transaxlebauweise gehört theoretisch die verschleißanfällige und geräuschvolle Lagerung der Transaxlewelle, etwa bei den Alfa-Romeo-Modellen der Alfetta-Serie. Dieser Nachteil lässt sich aber konstruktiv mit Gelenkscheiben größtenteils wieder ausgleichen. In Limousinen wird das Getriebe eher vor der Hinterachse (unter der Fondsitzbank) angeordnet, um den Kofferraum nicht zu sehr einzuschränken. In Sport- und Rennwagen kann mit hinten liegendem Getriebe der Schwerpunkt weiter nach hinten verschoben werden, weil der Kofferraum keine Rolle spielt. Bei Schaltgetrieben muss das Schaltgestänge nach hinten geführt werden; darunter kann die Schaltpräzision leiden. Gleichwohl überwiegen die Vorteile, gerade bei leistungsstarken Fahrzeugen.

## Beispiele von Transaxle-Fahrzeugen

### Historische Fahrzeuge
- De Dion-Bouton (1898)
- Stutz Bearcat (1914)
- Alfa Romeo Tipo 158 Alfetta (1937), Alfa Romeo Alfetta (1972), GTV (1974), Giulietta (1977), 75, 90, ES 30, Alfa Romeo 8C Competizione (2007–2010)
- Bugatti Type 46 (1929)[2]
- Cadillac XLR (2003–2009)
- DAF 600 und alle weiteren PKW von DAF
- Ferrari 275, 365 GTB/4, 365 GTS/4
- Ford Escort RS1700T
- Lancia Aurelia, Flaminia
- Lexus LFA (2010–2012)
- Mercedes-Benz W196 (und damit auch der davon abgeleitete 300 SLR)
- Mercedes-Benz SLS AMG (2009–2014)
- Pegaso Z-102
- Plymouth Prowler (1997–2002)
- Pontiac Tempest (1960–1963)
- Porsche 924, 928, 944, 968
- Škoda 418 Popular (1934)[3]
- Volvo 340/360

### Aktuelle Fahrzeuge
- Aston Martin V8 Vantage, DB 9, DBS, Virage, V12 Zagato und One-77
- Chevrolet Corvette (Generationen C5 bis C7)
- Ferrari 456 GT, 550, 575, 612 Scaglietti, 599 GTB, California, F12 Berlinetta, Purosangue
- Maserati Quattroporte, Coupé GT und Spyder
- Mercedes-AMG GT
- Panoz Esperante GTR-1
- BMW M6 GT3

### Transaxle-Fahrzeuge mit speziellen Ausführungen
- Nissan GT-R, Frontmotor, Getriebe an der Hinterachse, Allradantrieb
- Mowag Duro, Frontmotor, Getriebe an der Hinterachse, Allradantrieb
- Ford RS 200, Mittelmotor, separates Getriebe an der Vorderachse, Allradantrieb
- Ferrari FF, Front-Mittelmotor, 7-Gang-Getriebe an der Hinterachse, 2-Gang-Getriebe an der Vorderachse